# یومیمی کاندا
یومیمی کاندا (ژاپنی: 神田 夢実؛ زادهٔ ۱۴ سپتامبر ۱۹۹۴) یک بازیکن فوتبال اهل ژاپن است.
از باشگاه‌هایی که در آن بازی کرده‌است می‌توان به باشگاه فوتبال هوکایدو کونسادول ساپورو، باشگاه فوتبال ساگامیهارا و باشگاه فوتبال اهیمه اشاره کرد.